# Vjenceslav Richter
Vjenceslav Richter (Donja Drenova kod Sv. Ivana Zeline, 8. travnja 1917. - Zagreb, 2. prosinca 2002.), jedan je od najpoznatijih hrvatskih arhitekata dvadesetog stoljeća. 

## Životopis
Diplomirao je 1949. kod ing. arh. Zdenka Strižića na arhitektonskom odsjeku Tehničkog fakulteta Sveučilišta u Zagrebu. Oženio se s glumicom Nadom Kareš Richter 1950. godine, s kojom je živio do smrti.
Uz arhitekturu aktivno se bavio i ostalim likovnim umjetnostima (kiparstvo, slikarstvo, grafika, scenografija), te iza sebe ostavio vrijedan opus u tim disciplinama, a posebno značajan je njegov doprinos na području teoretskih istraživanja i rasprava o umjetnosti.
Dobitnik je Nagrade Vladimir Nazor za životno djelo 1992.
„Zbirka Vjenceslava Richtera i Nade Kareš Richter” nalazi se na Vrhovcu 38 u Zagrebu u jednokatnoj obiteljskoj vili koju je sagradio prema vlastitom projektu krajem pedesetih godina 20. stoljeća. Supružnici su poklonili Gradu Zagrebu umjetničke radove i obiteljsku kuću 30. prosinca 1980. godine s ciljem širenja kulturnih sadržaja izvan gradskog centra, obogaćivanja kulturne ponude Zagreba novim sadržajem s posebnim naglaskom na rad s mladim umjetnicima te osobito lokalnom zajednicom, što je s vremenom vrlo uspješno zaživjelo. Muzej suvremene umjetnosti zbirkom upravlja od 1998. godine.

## Vanjske poveznice
- Richter, Vjenceslav Hrvatska tehnička enciklopedija, portal hrvatske tehničke baštine. LZMK

- Službene stranice zbirke  Arhivirana inačica izvorne stranice od 14. travnja 2008. (Wayback Machine)
- Zbirka Richter na stranicama Muzeja suvremene umjetnosti  Arhivirana inačica izvorne stranice od 17. travnja 2019. (Wayback Machine)
- Intervju s Vjenceslavom Richterom, 2000.  Arhivirana inačica izvorne stranice od 10. ožujka 2021. (Wayback Machine)
- Vjenceslav Richter i Sv. Ivan Zelina